# Копетдагская мышевидная соня
Копетдагская мышевидная соня, или закаспийская соня или мышевидная соня (лат. Myomimus personatus) — грызун семейства соневых рода мышевидных сонь. Малочисленный и слабоизученный вид.

## Описание
Длина тела мышевидной сони 7,9—8,3 см. Длина хвоста 5,3—6,6 см. Окраска верха тела — серая, на спине есть размытая темная полоса. Низ тела белый. 
Распространена мышевидная соня в горных системах Копетдага в Туркмении и Иране. Основные места обитания — остепненные и редколесные биотопы предгорий. Ведет наземный образ жизни. Активна в сумерках. В неволе предпочитает животную пищу. Специфичным паразитом является клещ Radfordia myomimusi.